# 변수 (1447년)
변수(邊修, 1447년 ~ 1524년)는 조선의 무신이다. 본관은 원주(原川)이다.

## 생애
1479년(성종 10) 통정대부 병조 참지(兵曹參知)가 되었다. 이어 승정원으로 옮겨 동부승지, 좌부승지를 거쳐 좌승지로 승진하였다.
1484년 절충장군(折衝將軍) 경상우도 수군절도사(慶尙右道水軍節度使)를 거쳐, 1489년(성종 20) 충청도 병마절도사(忠淸道兵馬節度使)가 되었다.
연산군이 즉위한 뒤에는 영안도(永安道) 병마절도사에 제수되었다.
1506년 중종반정에 가담한 공으로 정국공신(靖國功臣) 2등에 책록되고 원천군(原川君)에 봉해졌다.
1511년(중종 6) 정조사(正朝使)가 되어 명나라에 다녀왔고, 그 뒤 충청도와 전라도수군절도사 등을 역임하였으며, 1513년 봉조하(奉朝賀)가 되었다.

## 관련 문화재
- 원천군 변수 영정(原川君 邊修 影幀)은 강원도 문화재자료 제118호로 지정되어 있다.